# Bob Martin (cestista)
Robert W. Martin, detto Bob (Minneapolis, 7 ottobre 1969), è un ex cestista statunitense, professionista nella NBA.